# Cratere Quetta
Quetta è un cratere sulla superficie di Mathilde.